# 阮前途
阮前途（？—），男，汉族，浙江上虞人，中华人民共和国政治人物。现任国网福建省电力有限公司董事长、党委书记。第十四届全国政协委员。